# Баджґіран (Марказі)
Баджґіран (перс. باجگيران) — село в Ірані, у дегестані Гендудур, у бахші Сарбанд, шагрестані Шазанд остану Марказі. За даними перепису 2006 року, його населення становило 97 осіб, що проживали у складі 28 сімей.

## Клімат
Середня річна температура становить 11,82 °C, середня максимальна – 31,51 °C, а середня мінімальна – -12,16 °C. Середня річна кількість опадів – 279 мм.
| Клімат поселення                              | Клімат поселення | Клімат поселення | Клімат поселення | Клімат поселення | Клімат поселення | Клімат поселення | Клімат поселення | Клімат поселення | Клімат поселення | Клімат поселення | Клімат поселення | Клімат поселення | Клімат поселення |
| Показник                                      | Січ.             | Лют.             | Бер.             | Квіт.            | Трав.            | Черв.            | Лип.             | Серп.            | Вер.             | Жовт.            | Лист.            | Груд.            |                  |
| Середній максимум, °C                         | 6,71             | 8,97             | 14,15            | 19,94            | 24,99            | 30,46            | 31,51            | 30,95            | 26,30            | 20,52            | 13,17            | 7,38             |                  |
| Середня температура, °C                       | −2,73            | −0,46            | 4,72             | 10,50            | 15,54            | 21,03            | 25,41            | 24,85            | 20,19            | 14,41            | 7,06             | 1,29             |                  |
| Середній мінімум, °C                          | −12,16           | −9,9             | −4,72            | 1,06             | 6,12             | 11,60            | 19,30            | 18,75            | 14,09            | 8,31             | 0,96             | −4,82            |                  |
| Норма опадів, мм                              | 45               | 42               | 51               | 35               | 26               | 4                | 1                | 1                | 0                | 6                | 27               | 41               |                  |
| Середньомісячна швидкість вітру, м/с          | 1.33             | 2.34             | 2.57             | 2.74             | 2.55             | 2.47             | 2.46             | 2.28             | 2.23             | 1.92             | 1.61             | 1.34             |                  |
| Середньомісячна сонячна радіація, кДж/м²·день | 9667             | 12727            | 15410            | 18634            | 22650            | 26982            | 25894            | 24310            | 21525            | 16173            | 11398            | 9397             |                  |
| --------------------------------------------- | ---------------- | ---------------- | ---------------- | ---------------- | ---------------- | ---------------- | ---------------- | ---------------- | ---------------- | ---------------- | ---------------- | ---------------- | ---------------- |
| Джерело:                                      |                  |                  |                  |                  |                  |                  |                  |                  |                  |                  |                  |                  |                  |